# Anatólio (conde do Oriente)
Anatólio (em latim: Anatolius) foi um oficial bizantino do século VI, ativo durante o reinado do imperador Justino I (r. 518–527). Era filho de Carino. No outono de 525, era conde do Oriente quando boa parte de Antioquia foi destruída pelo fogo. Seu sucessor Efrêmio já estava em ofício em maio de 526.